# Greater Mekong Subregion Academic and Research Network
Das Greater Mekong Subregion Academic and Research Network (deutsch etwa: Hochschul- und Forschungsnetzwerk der erweiterten Mekong-Subregion), Abkürzung GMSARN, ist ein Verbund von Universitäten und Forschungseinrichtungen in der sogenannten Mekong-Subregion um den Fluss Mekong in Asien.
Gegründet wurde das Netzwerk formal am 26. Januar 2001. Die heute (Dezember 2008) elf Partnerorganisationen stammen aus den sechs Anrainerstaaten des Mekong.

## Mitglieder
Volksrepublik China
- Technische Universität Kunming
- Universität Yunnan, Kunming

Kambodscha
- Königliche Universität Phnom Penh
- Technisches Institut Kambodschas, Phnom Penh

Laos
- Nationaluniversität Laos

Myanmar
- Technische Universität Rangun

Thailand
- Asian Institute of Technology
- Universität Khon Kaen
- Universität Nakhon Phanom
- Thammasat-Universität
- Universität Ubon Ratchathani

Vietnam
- Technische Universität Hanoi
- Technische Universität Ho-Chi-Minh-Stadt